# 게임 학습
게임 학습은 게임 콘텐츠를 활용한 온라인 학습 방법이다. 전자 학습에서 추구하는 학습 목표와 게임의 엔터테인먼트 요소를 결합하여 게임을 활용한 온라인 에듀테인먼트를 의미한다. 게임의 흥미 요소와 학습 목표의 적절한 융화 와 사용자 흥미 성 유도 및 학습 실효성이 중요하다. 유아 및 초등학생 용 서비스를 중심으로 발달되고 있으며, 점진적으로 기업에서 사내 직원 교육용으로 게임 학습을 활용하는 추세이다.

## 같이 보기
- 교육용 게임
- 시리어스 게임